# 고리야마정 (후쿠시마현)
고리야마정(郡山町)은 후쿠시마현 아사카군에 존재했던 정이다.

## 개요
현재의 고리야마시는 1924년에 신설 합병에 의해 성립한 정이며, 본 정과는 별개의 자치체이다.

## 지리
- 현재의 고리야마시의 중부에 위치한다.
- 마을은 아부쿠마강의 서안에 위치한다.

## 역사
- 1889년 4월 1일 - 정촌제 시행에 의해 고리야마촌 단독으로 정으로 승격해 아사카군 고리야마정이 성립하였다.
- 1924년 9월 1일 - 오하라다촌과 합병해 고리야마시가 발족.동일 고리야마정이 소멸하였다.

변천사
| 1868년 이전 | 1868년 이전 | 1889년 4월 1일 | 1923 9월 1일 | 현재       |
| ----------- | ----------- | -------------- | ------------ | ---------- |
|             | 고리야마촌  | 고리야마정     | 고리야마시   | 고리야마시 |

## 인구・세대

### 인구
총수 [단위: 명]
| 1889년 | 8,013  |
| 1920년 | 26,218 |

### 세대
총수[단위: 세대] 
| 1920년 | 4,822 |

## 교통

### 철도
- 일본국유철도 (→동일본 여객철도)
  - ■도호쿠 본선
  - ■반에쓰토선
  - ■반에쓰사이선
  - ■스이군선

### 도로
- 국도 4호선